# Robert Skov
Robert Faxe Skov (* 20. května 1996) je dánský profesionální fotbalista, který hraje na pozici krajního obránce za německý klub TSG 1899 Hoffenheim. Narodil se ve Španělsku, ale hraje za dánský národní tým. S 29 góly v sezóně 2018/19 překonal rekord Ebbeho Sanda v počtu vstřelených gólů v jedné sezóně dánské Superligaen.

## Klubová kariéra

### Silkeborg
Skov prošel mládežnickou akademií v Silkeborgu a v seniorském týmu debutoval 16. května 2013 při domácí remíze 1:1 s Midtjyllandem. Nastoupil v 16 letech jako náhradník v 81. minutě za Jeppeho Illuma. Svůj první ligový gól za klub vstřelil 19. října 2014 při venkovní porážce 2:1 s FC Midtjylland. Skóroval v 95. minutě. Robert Skov hrál klíčovou roli v tom, že pomohl Silkeborgu vyhrát dánskou 1. divizi v sezóně 2013/14, přestože mu bylo teprve 17 let. Během sezóny 2016/17 pomohl Skov Silkeborgu vyhnout se sestupu tím, že se stal jeho nejlepším střelcem, když ze své pozice na křídle vstřelil 10 ligových gólů.

### Kodaň
V lednu 2018 se Skov přestěhoval do Kodaně. Dohoda stála FC Kodaň přibližně 7,5 milionu dánských korun. V lize za klub debutoval 10. února 2018 při domácím vítězství 5:1 nad Randers, když odehrál celých devadesát minut zápasu. Svůj první ligový gól za klub vstřelil o více než dva týdny později, 25. února 2018 při domácím vítězství 1:0 nad Odense BK. Skóroval v 61. minutě. Svůj první klubový hattrick vstřelil 2. prosince 2018 při venkovním vítězství 6:1 nad AC Horsens. Skóroval ve 23., 66. a 90. minutě. Nejen, že Robert Skov byl nejlepším střelcem sezóny 2018/19, ale překonal historický rekord dánské Superligaen, když vstřelil 29 ligových gólů, což bylo o 7 gólů více než druhý nejlepší střelec ligy. Rekord předtím držel Ebbe Sand, který v sezóně 1998 vstřelil 28 ligových gólů. Skov byl také jmenován dánským hráčem roku 2018.

### Hoffenheim
V červenci 2019 podepsal smlouvu s TSG 1899 Hoffenheim za přestupovou částku 10 milionů eur.
Skov vstřelil svůj první gól za Hoffenheim při výhře 3:0 nad SC Paderborn 1. listopadu 2019, když během dvou minut otevřel skóre prudkým přímým kopem z 25 yardů.

## Reprezentační kariéra
V červenci 2016 byl Skov zařazen do dánského týmu pro Letní olympijské hry 2016. Ve dvou zápasech skupinové fáze, proti Jihoafrické republice a Brazílii a ve čtvrtfinále proti Nigérii nastoupil jako náhradník. Během skupinové fáze vstřelil v 69. minutě vítězný gól při výhře Dánska 1:0 nad Jihoafrickou republikou. Tento gól, který vstřelil, byl nakonec gólem, který zajistil Dánsku postup do čtvrtfinále.
V květnu 2018 byl jmenován do předběžného 35členného kádru Dánska pro Mistrovství světa ve fotbale 2018 v Rusku. Do finálové 23členné nominace, se ale nedostal.
V březnu 2019 byl Skov vybrán do dánského týmu pro kvalifikační turnaj na Mistrovství Evropy ve fotbale 2020. Debutoval 10. června 2019 v základní sestavě proti Gruzii.
V létě 2021 byl Skov součástí týmu na Mistrovství Evropy ve fotbale 2020, kde se tým nečekaně dostal do semifinále. Mohl reprezentovat Španělsko, protože se narodil v Marbelle, ale místo toho se rozhodl reprezentovat Dánsko.

## Osobní život
Skovovi rodiče se přestěhovali z Dánska do Španělska v roce 1994, když jeho otec přijal práci v bance na Gibraltaru, a v důsledku toho se Skov narodil v Marbelle. Jeho rodina se vrátila do Dánska, když mu bylo devět měsíců.

## Statistiky

### Klubové
Platí k zápasu hranému 25. února 2024.
| Klub              | Sezóna            | Liga                         | Liga   | Liga | Národní pohár | Národní pohár | Kontinentální | Kontinentální | Celkově | Celkově |
| Klub              | Sezóna            | Soutěž                       | Zápasy | Góly | Zápasy        | Góly          | Zápasy        | Góly          | Zápasy  | Góly    |
| ----------------- | ----------------- | ---------------------------- | ------ | ---- | ------------- | ------------- | ------------- | ------------- | ------- | ------- |
| Silkeborg         | 2012/13           | Superligaen                  | 2      | 0    | 0             | 0             | —             | —             | 2       | 0       |
| Silkeborg         | 2013/14           | Dánská fotbalová 1. division | 1      | 0    | 0             | 0             | —             | —             | 1       | 0       |
| Silkeborg         | 2014/15           | Superligaen                  | 24     | 1    | 1             | 1             | —             | —             | 25      | 2       |
| Silkeborg         | 2015/16           | Dánská fotbalová 1. division | 24     | 6    | 1             | 0             | —             | —             | 25      | 6       |
| Silkeborg         | 2016/17           | Superligaen                  | 29     | 10   | 2             | 0             | —             | —             | 31      | 10      |
| Silkeborg         | 2017/18           | Superligaen                  | 19     | 4    | 3             | 1             | —             | —             | 22      | 5       |
| Silkeborg         | Celkově           | Celkově                      | 99     | 21   | 7             | 2             | —             | —             | 106     | 23      |
| Kodaň             | 2017/18           | Superligaen                  | 18     | 1    | 1             | 0             | 2             | 0             | 21      | 1       |
| Kodaň             | 2018/19           | Superligaen                  | 34     | 29   | 1             | 0             | 13            | 2             | 48      | 31      |
| Kodaň             | 2019/20           | Superligaen                  | 2      | 0    | 0             | 0             | 1             | 1             | 3       | 1       |
| Kodaň             | Celkově           | Celkově                      | 54     | 30   | 2             | 0             | 16            | 3             | 72      | 33      |
| Hoffenheim        | 2019/20           | Bundesliga                   | 31     | 4    | 2             | 0             | —             | —             | 33      | 4       |
| Hoffenheim        | 2020/21           | Bundesliga                   | 23     | 1    | 1             | 0             | 6             | 1             | 30      | 2       |
| Hoffenheim        | 2021/22           | Bundesliga                   | 12     | 0    | 1             | 0             | —             | —             | 13      | 0       |
| Hoffenheim        | 2022/23           | Bundesliga                   | 23     | 3    | 2             | 0             | —             | —             | 25      | 3       |
| Hoffenheim        | 2023/24           | Bundesliga                   | 21     | 3    | 0             | 0             | —             | —             | 21      | 3       |
| Hoffenheim        | Celkově           | Celkově                      | 110    | 12   | 6             | 0             | 6             | 1             | 122     | 12      |
| Celkově v kariéře | Celkově v kariéře | Celkově v kariéře            | 263    | 62   | 15            | 2             | 22            | 4             | 300     | 68      |

### Reprezentační
Platí k zápasu hranému 17. října 2023.
| Národní tým | Rok     | Zápasy | Góly |
| ----------- | ------- | ------ | ---- |
| Dánsko      | 2019    | 4      | 3    |
| Dánsko      | 2020    | 4      | 1    |
| Dánsko      | 2021    | 1      | 1    |
| Dánsko      | 2022    | 2      | 0    |
| Dánsko      | 2023    | 2      | 2    |
| Celkově     | Celkově | 14     | 7    |

#### Reprezentační góly
Skóre a výsledky Dánska jsou vždy zapsány jako první. Góly Roberta Skova jsou zvýrazněny.
| Gól | Datum              | Místo                               | Soupeř     | Skóre | Výsledek | Soutěž                                            |
| --- | ------------------ | ----------------------------------- | ---------- | ----- | -------- | ------------------------------------------------- |
| 1.  | 5. září 2019       | Victoria Stadium, Gibraltar         | Gibraltar  | 1:0   | 6:0      | Kvalifikace na Mistrovství Evropy ve fotbale 2020 |
| 2.  | 15. listopadu 2019 | Parken, Kodaň, Dánsko               | Gibraltar  | 1:0   | 6:0      | Kvalifikace na Mistrovství Evropy ve fotbale 2020 |
| 3.  | 15. listopadu 2019 | Parken, Kodaň, Dánsko               | Gibraltar  | 4:0   | 6:0      | Kvalifikace na Mistrovství Evropy ve fotbale 2020 |
| 4.  | 11. října 2020     | Laugardalsvöllur, Reykjavík, Island | Island     | 3:0   | 3:0      | Liga národů UEFA 2020/21                          |
| 5.  | 28. března 2021    | MCH Arena, Herning, Dánsko          | Moldavsko  | 7:0   | 8:0      | Kvalifikace na Mistrovství světa ve fotbale 2022  |
| 6.  | 14. října 2023     | Parken, Kodaň, Dánsko               | Kazachstán | 2:0   | 3:1      | Kvalifikace na Mistrovství Evropy ve fotbale 2024 |
| 7.  | 14. října 2023     | Parken, Kodaň, Dánsko               | Kazachstán | 3:0   | 3:1      | Kvalifikace na Mistrovství Evropy ve fotbale 2024 |

## Úspěchy
Silkeborg
- Dánská fotbalová 1. division: 2013/14

Kodaň
- Superligaen: 2018/19

Individuální
- Nejlepší hráč Superligaen: 2018/19
- Nejlepší střelec Superligaen: 2018/19 (29 gólů)
- Hráč jara podle Tipsbladet: 2019
- Hráč roku FC Kodaň: 2018/19